# Lašská nářečí

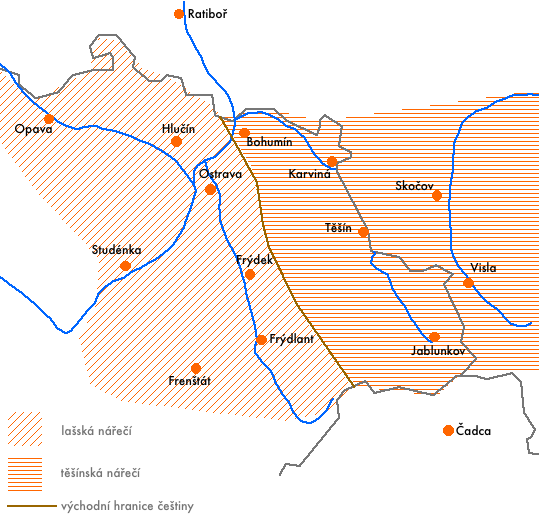
Územní rozsah lašských nářečí

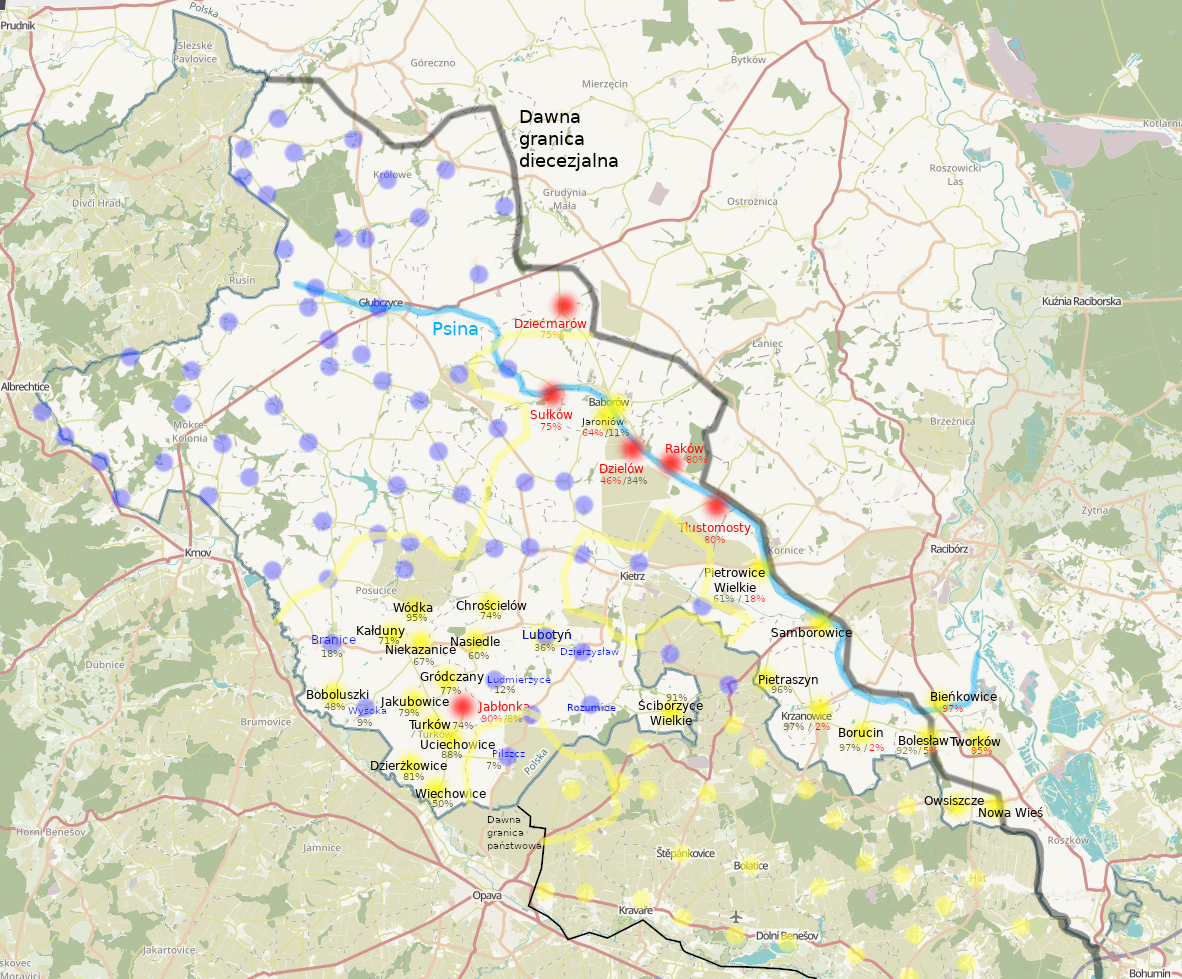
Lašská nářečí na začátku 20. století v dnešním Polsku (žlutá barva)

Lašská nářečí neboli slezskomoravská nářečí (slezsky: laszsko godka, polsky: gwary laskie) jsou skupinou nářečí českého jazyka v části opavského a těšínského Slezska a severovýchodní Moravy.

## Vnitřní dělení
Lašská nářečí se dělí na tři skupiny:
- západní (opavskou),
- východní (ostravskou),
- jižní (frenštátskou).

V některých publikacích se adjektivem lašský označují i nářečí těšínská, opavská skupina se v těchto publikacích pak nazývá skupinou západní, ostravská nářečí dialekty středolašskými a těšínská východolašskými (např. Ad. Kellner). Souhrnně se v tomto pojetí nazývají západo- a středolašská nářečí slezsko-moravskými a východolašská (těšínská) slezsko-polskými.
Ve slovenské literatuře pojednávající o goralských nářečích (např. Kriššáková) se někdy pojmem laština označují výhradně nářečí těšínská (příp. ta na českém území, tj. na Záolší).
Polské jazykové jevy v lašských nářečích se nápadně podobají smíšených nářečím v západním Čadecku, jež vznikla poslovenštěním goralských čadeckých nářečí (slezsko-malopolských).

## Typické znaky lašských nářečí
Lašská nářeční skupina je mimořádně různorodá, jednotlivá nářečí této nářeční skupiny se velmi podstatně liší, nicméně základní rozdíly je možno shrnout do následujících bodů:
- rozlišení l - ł
- výskyt hlásek dž a dz
- absence délek u samohlásek (všechny samohlásky se vyslovují krátce)
- rozlišování i - y ve výslovnosti
- splývání ť, ď - ć
- zaniká koncové -l v jednotném čísle mužského rodu příčestí minulého sloves 1. třídy
- stejně jako u jiných nářečí moravštiny a ve slovenštině zh a z oproti českému sh a s (např. zhoda, zebrat)
- změna ú na u
- 6. a 7. pád množného čísla všeho má koncovku -mi, popřípadě -ma
- sloveso být v 1. osobě jednotného čísla má jako pomocné sloveso i jako sponové sloveso ve významu existovat tvar sem
- sloveso být v 3. osobě množného čísla má tvar su nebo sum
- rozkazovací způsob 2. osoby jednotného čísla s koncovkou -i/y, v 1. osobě množného čísla -imy/-ymy, ve 2. osobě množného čísla -iťe
- přízvuk leží vždy na předposlední slabice slova nebo slovního celku
- po neznělé souhlásce se v mění na f
- vynechávání j- ve skupině ji- na začátku slova
- v druhém pádě množného čísla mají podstatná jména mužského rodu koncovku -uv (-uf)
- v 7. pádě jednotného čísla zájmen mužského a středního rodu a 2., 3., 6. a 7. pádu množného čísla tvrdého skloňování zájmen není změna samohlásky před koncovkou jako ve spisovné češtině
- nestažené skloňování slov muj, tvuj, svuj (tj. mojeho, tvojeho, svojeho)
- koncovka infinitivu na -ť, -ć, -č
- příčestí minulé sloves typu spadnout má vždy tvar s -nu- (spadnuł), ostatní tvary jsou ale bez -nu-
- 2. osoba jednotného čísla slovesa být má ve významu „existovat“ nebo ve významu sponového slovesa tvar sy, jako pomocné sloveso může ale mít stažený tvar -s, může ale mít i tvar sy
- 3. osoba množného čísla slovesa chtít má tvar chcu